# William P. Hobby junior

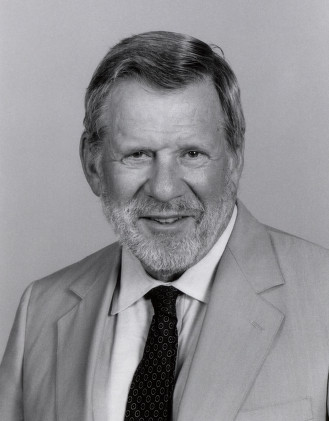
William P. Hobby, vor 1996

William Pettus „Bill“ Hobby Jr. (* 19. Januar 1932 in Houston, Texas) ist ein US-amerikanischer Politiker. Zwischen 1973 und 1991 war er Vizegouverneur des Bundesstaates Texas.

## Werdegang
William Hobby ist der Sohn von William P. Hobby Sr. (1878–1964), der zwischen 1917 und 1921 Gouverneur von Texas war. Seine Mutter Oveta Culp Hobby (1905–1995) war zwischen 1953 und 1955 Gesundheitsministerin der Vereinigten Staaten. Auch sein Großvater Edwin Hobby war zwischen 1874 und 1879 als Staatssenator in der Politik aktiv. Der jüngere Hobby studierte bis 1953 an der Rice University und diente danach bis 1957 in der United States Navy, wo er im Geheimdienst tätig war.  Danach arbeitete er in der Zeitungsbranche für die Zeitung Houston Post, die sich im Besitz seiner Familie befand. Nach dem Tod seines Vaters übernahm er die Leitung dieser Zeitung, bis sie 1983 verkauft wurde. Wie sein Vater wurde auch er Mitglied der Demokratischen Partei. Erwähnenswert ist, dass seine Mutter der Republikanischen Partei angehörte. Bis 1971 bekleidete er verschiedene Positionen auf Staats- und Bundesebene. So war er unter anderem Mitglied im Kontrollausschuss für Luftfahrt (Air Control Board) von Texas.
1972 wurde Hobby an der Seite von Dolph Briscoe zum Vizegouverneur von Texas gewählt. Dieses Amt bekleidete er nach mehreren Wiederwahlen zwischen 1973 und 1991. Dabei war er Stellvertreter des Gouverneurs und Vorsitzender des Staatssenats. Er bekleidete dieses Amt auch unter Briscoes Nachfolgern Bill Clements und Mark White. Gleich zu Beginn seiner ersten Amtszeit wurde durch eine Reform der Staatsverfassung die Amtszeit des Vizegouverneurs von zwei auf vier Jahre verlängert. Er war der letzte Vizegouverneur von Texas, der noch eine zweijährige Amtszeit absolvierte und der erste, der eine vierjährige Amtsperiode bewältigte. Als Vizegouverneur hatte er außer dem Senatsvorsitz noch verschiedene andere Regierungsämter inne. Er war Vorsitzender mehrerer Komitees und 1974 war er Vorsitzender der National Conference of Lieutenant Governors.
Zwischen 1995 und 1997 war William Hobby Kanzler des Universitätsverbunds University of Houston System. Er war bzw. ist Vorstandsmitglied mehrerer Firmen. Außerdem gehört er verschiedenen Organisationen und Vereinigungen an.